# Спортивная гимнастика на летних Олимпийских играх 2012 — опорный прыжок (женщины)
Соревнования в опорных прыжках в рамках турнира по спортивной гимнастике на летних Олимпийских играх 2012 года состоялись 5 августа 2012 года на Северной арене Гринвича. Результат определялся как средняя арифметическая сумма баллов за два прыжка.
Избаша выиграла своё второе в карьере олимпийское золото — в 2008 году в Пекине она стала сильнейшей в вольных упражнениях. После первого прыжка уверенно лидировала Маккайла Марони, во второй попытке она выполняла самый сложный прыжок из всех финалисток, но ошиблась и по сумме уступила Избаше.

## Медалисты
| Золото                | Серебро             | Бронза              |
| Сандра Избаша Румыния | Маккайла Марони США | Мария Пасека Россия |

## Финал
| Место | Гимнастка               | 1-й прыжок | 1-й прыжок | 1-й прыжок | 1-й прыжок | 2-й прыжок | 2-й прыжок | 2-й прыжок | 2-й прыжок | Итог   |
| Место | Гимнастка               | Сложн.     | Исполн.    | Сбавка     | Сумма      | Сложн.     | Исполн.    | Сбавка     | Сумма      | Итог   |
| ----- | ----------------------- | ---------- | ---------- | ---------- | ---------- | ---------- | ---------- | ---------- | ---------- | ------ |
|       | Сандра Избаша (ROU)     | 6.100      | 9.283      |            | 15.383     | 5.800      | 9.200      |            | 15.000     | 15.191 |
|       | Маккайла Марони (USA)   | 6.500      | 9.666      | 0.3        | 15.866     | 6.100      | 8.200      |            | 14.300     | 15.083 |
|       | Мария Пасека (RUS)      | 6.500      | 8.900      |            | 15.400     | 5.600      | 9.100      |            | 14.700     | 15.050 |
| 4     | Янин Бергер (GER)       | 6.300      | 8.833      |            | 15.133     | 6.000      | 8.900      |            | 14.900     | 15.016 |
| 5     | Оксана Чусовитина (GER) | 6.300      | 8.800      |            | 15.100     | 5.500      | 8.966      |            | 14.466     | 14.783 |
| 6     | Ямилет Пенья (DOM)      | 7.100      | 7.566      | 0.1        | 14.566     | 5.800      | 8.666      |            | 14.466     | 14.516 |
| 7     | Бриттани Роджерс (CAN)  | 5.800      | 8.966      |            | 14.766     | 5.600      | 8.600      |            | 14.200     | 14.483 |
| 8     | Элизабет Блэк (CAN)     | 0.000      | 0.000      |            | 0.000      | 0.000      | 0.000      |            | 0.000      | 0.000  |

## Факты
- Когда Оксана Чусовитина выступала на своей первой Олимпиаде 1992 года в Барселоне, до рождения её подруги по сборной Германии Янин Бергер оставалось более трёх лет.

- На вручении медалей фотографы запечатлели Маккайлу Марони, получившую серебро, разочарованно сжавшей губы. Эта фотография, получившая название «McKayla is not impressed» (Маккайла не впечатлена), вскоре стала популярным интернет-мемом[2]. Позже это фото на пьедестале почета было признано самым вирусным фотоснимком 2012 года по версии Yahoo[3].